# Viajes extraordinarios del perro Top
Viajes extraordinarios del perro Top es una serie de historietas creada por el español José Cabrero Arnal en 1935 para la revista "Pocholo". Su protagonista, un perro humanizado llamado Top, puede considerarse un antecedente del famoso Pif.

## Trayectoria editorial
Viajes extraordinarios del perro Top fue una de las cuatro historietas de larga extensión y protagonismo animal que Cabrero Arnal realizó para el tebeo "Pocholo".
Ese mismo año, la propia editorial Santiago Vives la recopiló en un álbum monográfico dentro de su colección "Karikatos".

## Valoración
Viajes extraordinarios del perro Top aúna la ciencia ficción y el humor. Muestra, como el resto de sus obras del período, una gran influencia de Walt Disney.